# لين ماركس
لين ماركس (15 أغسطس 1942 بسيدني في أستراليا - 7 ديسمبر 1997) (بالإنجليزية: Lynn Marks)‏ هو لاعب كريكت أسترالي.

## وصلات خارجية
- لين ماركس على موقع إي آس بي آن كريك إنفو (الإنجليزية)